# Robert Manuel
Pour les articles homonymes, voir Bloch et Manuel.
Robert Bloch, dit Robert Manuel, est un acteur et metteur en scène français, sociétaire honoraire de la Comédie-Française, né le 7 septembre 1916 à Paris 17e et mort le 8 décembre 1995 à Saint-Cloud.

## Biographie
Né le 7 septembre 1916 d'Alexandre Henri Bloch, négociant, et de Philippine Alice Kahn en leur domicile au 9 rue Verniquet à Paris 17e.
Frère du peintre Raymond-René Bloch, Robert Manuel est très tôt attiré par le théâtre. Entré en 1933, à l'âge de 17 ans, au Conservatoire, il a d'abord pour maître Léon Bernard (1933-1934), puis André Brunot (1934-1936). Il en sort lauréat du premier prix de comédie décerné pour la première fois à la fois par le jury et par la critique en 1936 pour une interprétation des Fourberies de Scapin et de La Peur des coups. Montrant déjà une certaine habileté pour la lecture à haute voix au collège, il monte sur les planches dès 1934, à l'âge de 18 ans, pour un rôle dans Fragonard, une opérette de Gabriel Pierné et André Rivoire. Passé le concours du Conservatoire, il entre en 1936, à 19 ans, à la Comédie-Française comme pensionnaire où il s'illustre dans le rôle de Scapin en compagnie de son maître André Brunot qui tient dans la pièce un rôle secondaire pour accompagner les premiers pas de son élève comme le veut la tradition. Il devient l'ami des auteurs, particulièrement de Marcel Achard, pour qui il crée de nombreuses comédies. Il est nommé sociétaire de la Comédie-Française de 1948 à 1962, avant d'en devenir sociétaire honoraire.
Ses débuts au cinéma datent de 1935 pour un petit rôle dans un film de Jean de Limur, La Petite Sauvage. Il tourne avec de nombreux réalisateurs comme Sacha Guitry, Julien Duvivier, Gilles Grangier, Christian-Jaque. Jules Dassin (Du rififi chez les hommes), Patrice Chéreau (Judith Therpauve ) avec Simone Signoret, Alain Resnais (La vie est un roman) avec Pierre Arditi (qui a été son élève au Conservatoire) et Sabine Azema.
Pendant l'Occupation allemande, Robert Manuel est expulsé de la Comédie-Française en raison de son origine juive (« J'étais catholique, baptisé, mais néanmoins étant donné que j'avais du sang juif dans les veines, je fus arrêté par les Allemands »), puis interné au camp de Drancy et participe en septembre 1943 à la réalisation d'un tunnel destiné à permettre l'évasion de la totalité des internés du camp, entre l'appel du soir et l'appel du matin. Mais sur dénonciation, beaucoup des prisonniers qui avaient participé à son creusement furent arrêtés. Il en réchappa par miracle. À la Libération, Robert Manuel réintègre la Comédie-Française ainsi que son poste de professeur au Conservatoire national supérieur d'art dramatique de Paris. À la Comédie-Française, il interprète Molière, Courteline, Feydeau, Marivaux. Il fait partie de la prestigieuse équipe de comédiens constituée par Jacques Charon, Jean Piat, Robert Hirsch, Micheline Boudet. Il a à son actif plus de 400 mises en scène. Il est une figure majeure de la vie théâtrale et artistique française. Il est aussi metteur en scène d'opérette et chanteur à ses heures. En 1965, il est nommé directeur artistique du Théâtre Marigny en compagnie d'Elvire Popesco et d'Hubert de Malet après que son programme pour le théâtre et sa restauration eurent été approuvés. Il tiendra cette fonction jusqu'en 1978. 
Il a participé en tant que candidat au jeu « L'homme du XXe siècle ». Il arrive en finale et gagne au terme d'une compétition ardue, sous le regard d'un petit buste de Molière qu'il avait apporté (son adversaire utilisait comme talisman son briquet). Il est, de 1966 à 1985, l'un des piliers de l'émission de télévision de Sabbagh, Au théâtre ce soir, où il intervient dans plus de cinquante pièces en tant que metteur en scène et comédien.
À la suite de la mort brutale de Dario Moreno le 1er décembre 1968, il accepte de reprendre au pied levé le rôle de Sancho Panza, à côté de Jacques Brel, dans la comédie musicale L'Homme de la Mancha. La première a lieu le 7 décembre, et en dépit d’une petite semaine de préparation, tout en gardant ses autres engagements, ils obtiennent un triomphe.
D'un premier mariage, le 3 novembre 1944 dans le 1er arrondissement de Paris, avec Léone Mail, danseuse et chorégraphe à l'Opéra de Paris, il a deux filles, toutes deux sociétaires de la Comédie-Française : Catherine Salviat et Christine Murillo. Ils divorcent le 24 juin 1963.
Il épouse, le 31 octobre 1963 à Paris 17e, en secondes noces, l'actrice Claudine Coster. Il a avec elle deux autres enfants : Marie-Silvia Manuel, comédienne, auteure et metteur en scène avec qui il a fondé la compagnie Mascarille Manuel à la fin de sa vie, et Jean-Baptiste Manuel, professeur de français et auteur dramatique. Il continue son rôle de chef de troupe, notamment en créant en 1977 « Le Festival de Théâtre en Mer » sur le paquebot Mermoz, jusqu'en 1995.
Il a été maire de Roquebrune-sur-Argens, dans le Var, d'avril 1971 à mars 1974.
En 1985, il fait paraître Merci Molière !, un livre consacré à son auteur de théâtre favori. Il dédie son livre à l'historienne Sylvie Chevallet, qu'il connaissait bien, et qui lui avait fait découvrir de nombreuses anecdotes à propos de Molière.
Robert Manuel était un grand collectionneur de bustes et de figurines de cet auteur : il avait constitué d'après lui la plus grande collection d'objets de toutes sortes représentant « [s]on grand homme », comme il aimait à l'appeler. 
Il est inhumé au nouveau cimetière de Neuilly-sur-Seine (division 26), à Nanterre.

### Hommages
- La ville de Plaisir, où il demeurait à la fin de sa vie, a donné son nom à un théâtre situé dans les communs du château.
- La commune de Roquebrune-sur-Argens (Var) a une salle de théâtre et de concerts nommée "Espace Robert-Manuel".

## Filmographie

### Cinéma
- 1935 : La Petite Sauvage de Jean de Limur
- 1936 : Salonique, nid d'espions de Georg-Wilhelm Pabst : un invité au consulat
- 1938 : Orage de Marc Allégret : Gilbert
- 1938 : La Marseillaise de Jean Renoir
- 1938 : Le Drame de Shanghaï de Georg Wilhelm Pabst : le client attaqué
- 1939 : Jeunes filles en détresse de Georg Wilhelm Pabst : Robert
- 1946 : Le Capitan de Robert Vernay : le comte Hercule de Nesle
- 1950 : La Valse de Paris de Marcel Achard : José Dupuis
- 1955 : Napoléon de Sacha Guitry : Joseph Bonaparte
- 1955 : Du rififi chez les hommes de Jules Dassin : Mario Ferrati
- 1955 : Le Fils de Caroline chérie de Jean Devaivre : le roi Joseph
- 1955 : Milord l'Arsouille d'André Haguet : Marcouski
- 1956 : Si Paris nous était conté de Sacha Guitry : Gustave Flaubert
- 1956 : C'est arrivé à Aden de Michel Boisrond : Zafarana
- 1956 : Voici le temps des assassins de Julien Duvivier : Mario Bonnacorsi
- 1957 : Comme un cheveu sur la soupe de Maurice Regamey : Tony
- 1957 : Police judiciaire de Maurice de Canonge : commissaire Dupuis
- 1957 : Le Gorille vous salue bien de Bernard Borderie : Casa
- 1958 : Le Désordre et la Nuit de Gilles Grangier : Blasco
- 1958 : Le Bourgeois gentilhomme de Jean Meyer : le maître de musique
- 1958 : La Vie à deux de Clément Duhour : Georges
- 1959 : Croquemitoufle de Claude Barma : Thomas Desjardins
- 1960 : Certains l'aiment froide de Jean Bastia : Luigi Valmorin
- 1960 : La Dragée haute de Jean Kerchner
- 1960 : Recours en grâce de Laslo Benedek : le forain
- 1960 : Candide ou l'Optimisme au XXe siècle de Norbert Carbonnaux : tous les officiers allemands
- 1961 : 21 rue Blanche à Paris de Quinto Albicocco et Claude-Yvon Leduc
- 1962 : Une blonde comme ça de Jean Jabely : Commissaire Clancy
- 1962 : Un clair de lune à Maubeuge de Jean Cherasse : Charlie Bank, le directeur de Superdisco
- 1963 : L'Opéra de quat'sous (Die Dreigroschenoper) de Wolfgang Staudte : un bourreau
- 1963 : Les Femmes d'abord de Raoul André : l'inspecteur principal Viou
- 1963 : La Tulipe noire de Christian-Jaque : prince Alexandre de Grasillach de Morvan Lobo
- 1963 : Chasse à la Mafia (Rififí en la ciudad) de Jesús Franco : Puig
- 1964 : Une souris chez les hommes de Jacques Poitrenaud : Léon Dufour
- 1964 : Les Siffleurs (Viheltäjät) de Eino Ruutsalo : lui-même
- 1965 : Cent briques et des tuiles de Pierre Grimblat : Palmoni
- 1965 : Coplan FX 18 casse tout de Riccardo Freda : Hartung
- 1967 : L'Homme qui trahit la mafia de Charles Gérard : le chef de brigade des stupéfiants
- 1969 : Les Gros Malins de Raymond Leboursier : le ministre
- 1977 : La Fille d'Amérique de David Newton : Gigi
- 1978 : Judith Therpauve de Patrice Chéreau : Droz
- 1982 : Le Bourgeois gentilhomme de Roger Coggio : le maître d'armes
- 1983 : La vie est un roman de Alain Resnais : Georges Leroux
- 1984 : Le Fil du rasoir (The Razor's Edge) de John Byrum : Albert
- 1987 : Vent de panique de Bernard Stora : Machavert
- 1992 : À demain de Didier Martiny : Tremineras

### Télévision
- 1956 : La Puce à l'oreille (téléfilm) : Carlos Homenidès de Histangua
- 1959 : La Malade imaginaire (téléfilm) : Polichinelle
- 1963 : La Route série télévisée de Pierre Cardinal : Soldani
- 1964 : Mademoiselle Molière (téléfilm) : Molière
- 1964 : Assurance de mes sentiments les meilleurs (téléfilm) : Josefino
- 1965 : La Misère et la Gloire (téléfilm) : Harel
- 1966 : Allo Police (série télévisée) épisode 11 : Landry
- 1968 : L'Homme de l'ombre de Guy Jorré, épisode L'Aventure (série télévisée)
- 1969 : Le Modèle (téléfilm) : Balmer
- 1969 : Le Trésor des Hollandais (série télévisée) : Kodowich
- 1971 : Donogoo (téléfilm) : Miguel Rufisque, le psychiatre
- 1972 : Les Évasions célèbres, épisode Le Joueur d'échecs : Napoléon Ier
- 1974 : L'or et la fleur (téléfilm) : Laurent
- 1977 : La Famille Cigale (feuilleton) : Julius Richet
- 1980 : Comme chien et chat (téléfilm) : Richard
- 1984 : Les Enquêtes du commissaire Maigret, épisode : Maigret se défend de Georges Ferraro (série télévisée) : Palmari
- 1984 : Les Enquêtes du commissaire Maigret, épisode : La Patience de Maigret d'Alain Boudet : Palmari
- 1984 : La Dictée : Petitot
- 1993 : Les Aventures du jeune Indiana Jones (The Young Indiana Jones Chronicles) (série télévisée) : Henri Rousseau

### Au théâtre ce soir

#### Comédien
- 1966 : Les Pigeons de Venise d'Albert Husson, mise en scène Jacques Mauclair, réalisation Pierre Sabbagh, théâtre Marigny
- 1967 : Treize à table de Marc-Gilbert Sauvajon, mise en scène de l'auteur, réalisation Pierre Sabbagh, théâtre Marigny
- 1967 : Les J 3 de Roger Ferdinand, mise en scène Robert Manuel, réalisation Pierre Sabbagh, théâtre Marigny
- 1968 : Monsieur Le Trouhadec saisi par la débauche de Jules Romains, mise en scène Robert Manuel, réalisation Pierre Sabbagh, théâtre Marigny
- 1968 : Le Dindon de Georges Feydeau, mise en scène Jean Meyer, réalisation Pierre Sabbagh, théâtre Marigny (spectacle de la Comédie-Française)
- 1971 : Colinette de Marcel Achard, mise en scène Pierre Mondy, réalisation Pierre Sabbagh, théâtre Marigny
- 1971 : La Pèlerine écossaise de Sacha Guitry, mise en scène Robert Manuel, réalisation Pierre Sabbagh, théâtre Marigny
- 1972 : Le Gendre de Monsieur Poirier de Jules Sandeau et Emile Augier, mise en scène Robert Manuel, réalisation Pierre Sabbagh, théâtre Marigny
- 1972 : L'École des contribuables de Louis Verneuil et Georges Berr, mise en scène Robert Manuel, réalisation Pierre Sabbagh, Théâtre Marigny
- 1973 : Maître Bolbec et son mari de Georges Berr et Louis Verneuil, mise en scène Robert Manuel, réalisation Georges Folgoas, Théâtre Marigny
- 1973 : La Purée de Jean-Claude Eger, mise en scène Robert Manuel, réalisation Georges Folgoas, Théâtre Marigny
- 1975 : Le Système Ribadier de Georges Feydeau, mise en scène Robert Manuel, réalisation Pierre Sabbagh, Théâtre Édouard VII
- 1975 : Inspecteur Grey d'André Faltianni et Alfred Gragnon, mise en scène Robert Manuel, réalisation Pierre Sabbagh, Théâtre Édouard VII
- 1975 : La Rabouilleuse d'Émile Fabre d'après Honoré de Balzac, mise en scène Robert Manuel, réalisation Pierre Sabbagh, Théâtre Édouard VII
- 1976 : Xavier ou l'héritier des Lancestre de Jacques Deval, mise en scène Robert Manuel, réalisation Pierre Sabbagh, Théâtre Édouard VII
- 1977 : Les Deux Vierges de Jean-Jacques Bricaire et Maurice Lasaygues, mise en scène Robert Manuel, réalisation Pierre Sabbagh, Théâtre Marigny
- 1977 : L'Avocat du diable de Roger Saltel, mise en scène Robert Manuel, réalisation Pierre Sabbagh, Théâtre Marigny
- 1979 : Le Train pour Venise de Louis Verneuil & Georges Berr, mise en scène Robert Manuel, réalisation Pierre Sabbagh, Théâtre Marigny
- 1979 : Mon crime de Louis Verneuil & Georges Berr, mise en scène Robert Manuel, réalisation Pierre Sabbagh, Théâtre Marigny
- 1979 : La Route des Indes de Jacques Deval, mise en scène Robert Manuel, réalisation Pierre Sabbagh, Théâtre Marigny
- 1980 : La Prétentaine de Jacques Deval, mise en scène Robert Manuel, réalisation Pierre Sabbagh, Théâtre Marigny
- 1980 : Divorçons de Victorien Sardou, mise en scène Robert Manuel, réalisation Pierre Sabbagh, Théâtre Marigny
- 1980 : La Maîtresse de bridge de Louis Verneuil, mise en scène Robert Manuel, réalisation Pierre Sabbagh, Théâtre Marigny
- 1980 : Une sacrée famille de Georges Berr et Louis Verneuil, mise en scène Robert Manuel, réalisation Pierre Sabbagh, Théâtre Marigny
- 1981 : Mademoiselle ma mère de Louis Verneuil, mise en scène Robert Manuel, réalisation Pierre Sabbagh, Théâtre Marigny
- 1981 : Le Traité d'Auteuil de Louis Verneuil, mise en scène Robert Manuel, réalisation Pierre Sabbagh, Théâtre Marigny
- 1981 : Monsieur Vernet de Jules Renard, mise en scène Robert Manuel, réalisation Pierre Sabbagh, Théâtre Marigny
- 1981 : La Cruche de Georges Courteline et Pierre Wolff, mise en scène Robert Manuel, réalisation Pierre Sabbagh, Théâtre Marigny
- 1984 : Le soleil n'est plus aussi chaud qu'avant d'Aldo Nicolaj, mise en scène Robert Manuel, réalisation Pierre Sabbagh, Théâtre Marigny
- 1984 : Nono de Sacha Guitry, mise en scène Robert Manuel, réalisation Pierre Sabbagh, Théâtre Marigny
- 1984 : Georges Courteline au travail impromptu de Sacha Guitry et Boubouroche de Georges Courteline, mise en scène Robert Manuel, réalisation Pierre Sabbagh, Théâtre Marigny
- 1984 : Dom Juan de Molière, mise en scène Robert Manuel, réalisation Pierre Sabbagh, Théâtre Marigny

#### Metteur en scène
- 1966 : La Prétentaine de Jacques Deval, réalisation Pierre Sabbagh, Théâtre Marigny
- 1968 : La Duchesse d'Algues de Peter Blackmore, réalisation Pierre Sabbagh, Théâtre Marigny
- 1968 : J'ai 17 ans de Paul Vandenberghe, réalisation Pierre Sabbagh, Théâtre Marigny
- 1968 : Les Compagnons de la Marjolaine de Marcel Achard, réalisation Pierre Sabbagh, Théâtre Marigny
- 1968 : Liberté provisoire de Michel Duran, réalisation Pierre Sabbagh, Théâtre Marigny
- 1969 : Une femme ravie de Louis Verneuil, réalisation Pierre Sabbagh, Théâtre Marigny
- 1969 : Bichon de Jean de Létraz, réalisation Pierre Sabbagh, Théâtre Marigny
- 1970 : Les croulants se portent bien de Roger Ferdinand, réalisation Pierre Sabbagh, Théâtre Marigny
- 1972 : Le Fils d'Achille de Claude Chauvière, réalisation Pierre Sabbagh, Théâtre Marigny
- 1972 : Lysistrata d'Albert Husson d'après Lysistrata d'Aristophane, réalisation Georges Folgoas, Théâtre Marigny
- 1974 : Ô mes aïeux ! de José-André Lacour, réalisation Georges Folgoas, Théâtre Marigny
- 1974 : La Mare aux canards de Marc Cab et Jean Valmy, réalisation Georges Folgoas, Théâtre Marigny
- 1976 : Le Guilledou de Michael Clayton Hutton, réalisation Pierre Sabbagh, Théâtre Édouard VII
- 1976 : Le Monsieur qui a perdu ses clés de Michel Perrin, réalisation Pierre Sabbagh, théâtre Édouard VII
- 1978 : Le Nouveau Testament de Sacha Guitry, réalisation Pierre Sabbagh, théâtre Marigny
- 1978 : L'Amant de cœur de Louis Verneuil, réalisation Pierre Sabbagh, théâtre Marigny
- 1979 : Bataille de dames d'Eugène Scribe et Ernest Legouvé, réalisation Pierre Sabbagh, théâtre Marigny
- 1982 : Un dîner intime d'Yves Chatelain, réalisation Pierre Sabbagh, théâtre Marigny
- 1982 : Jean de la Lune de Marcel Achard, réalisation Pierre Sabbagh, théâtre Marigny
- 1982 : Et ta sœur ? de Jean-Jacques Bricaire et Maurice Lasaygues, réalisation Pierre Sabbagh, théâtre Marigny
- 1984 : J'y suis, j'y reste de Raymond Vincy et Jean Valmy, réalisation Pierre Sabbagh, théâtre Marigny

## Théâtre

### Comédien

#### Comédie-Française
- Entrée à la Comédie-Française en 1936
- Sociétaire de 1948 à 1962
- 411e sociétaire
- Sociétaire honoraire à compter de 1967
- 1933 : La Tragédie de Coriolan de William Shakespeare, mise en scène Émile Fabre, (élève du conservatoire)
- 1934 : La Couronne de carton de Jean Sarment
- 1936 : Barberine d'Alfred de Musset, mise en scène Émile Fabre
- 1938 : L'Âge ingrat de Jean Desbordes, mise en scène Julien Bertheau
- 1938 : La Comtesse d'Escarbagnas de Molière
- 1938 : Les Fausses Confidences de Marivaux, mise en scène Maurice Escande
- 1938 : La Dispute de Marivaux, mise en scène Jean Martinelli
- 1938 : Un chapeau de paille d'Italie d'Eugène Labiche et Marc-Michel, mise en scène Gaston Baty
- 1938 : Le Médecin volant de Molière, mise en scène Fernand Ledoux
- 1938 : Cyrano de Bergerac d'Edmond Rostand, mise en scène Pierre Dux
- 1939 : L'Amour médecin de Molière
- 1939 : Le Mariage de Figaro de Beaumarchais, mise en scène Charles Dullin
- 1944 : Le Malade imaginaire de Molière, mise en scène Jean Meyer
- 1944 : Barberine d'Alfred de Musset, mise en scène Jean Meyer
- 1945 : Antoine et Cléopâtre de William Shakespeare, mise en scène Jean-Louis Barrault
- 1946 : Le Voyage de monsieur Perrichon d'Eugène Labiche et Édouard Martin, mise en scène Jean Meyer
- 1947 : Le Mariage de Figaro de Beaumarchais, mise en scène Jean Meyer
- 1947 : Ruy Blas de Victor Hugo, mise en scène Pierre Dux
- 1949 : Les Précieuses ridicules de Molière, mise en scène Robert Manuel
- 1950 : La Robe rouge d'Eugène Brieux, mise en scène Jean Meyer, Comédie-Française au Théâtre de l'Odéon
- 1950 : La Double Inconstance de Marivaux, mise en scène Jacques Charon
- 1951 : Le Commissaire est bon enfant de Georges Courteline et Jules Lévy, mise en scène Robert Manuel
- 1951 : Madame Sans-Gêne de Victorien Sardou, mise en scène Georges Chamarat
- 1951 : Le Bourgeois gentilhomme de Molière, mise en scène Jean Meyer
- 1952 : Le Mariage de Figaro de Beaumarchais, mise en scène Jean Meyer
- 1953 : Monsieur Le Trouhadec saisi par la débauche de Jules Romains, mise en scène Jean Meyer
- 1953 : Le Mariage de Figaro de Beaumarchais, mise en scène Jean Meyer
- 1956 : Le Menteur de Corneille, mise en scène Jacques Charon
- 1956 : Crispin rival de son maître d'Alain-René Lesage, mise en scène Robert Manuel
- 1958 : Domino de Marcel Achard, mise en scène Jean Meyer
- 1962 : La Troupe du Roy, Hommage à Molière, mise en scène Paul-Émile Deiber

#### Hors Comédie-Française
- 1968 : La Locomotive d'André Roussin, mise en scène de l'auteur, Théâtre des Célestins
- 1969 : Le Marchand de soleil comédie musicale de Robert Thomas et Jacques Mareuil, mise en scène Robert Manuel, Théâtre Mogador
- 1970 : L'Amour masqué de Sacha Guitry et André Messager, mise en scène Jean-Pierre Grenier, avec Jean Marais, Théâtre du Palais-Royal
- 1971 : La Maison de Zaza de Gaby Bruyère, mise en scène Robert Manuel, théâtre des Nouveautés
- 1973 : La Purée de Jean-Claude Eger, mise en scène Robert Manuel, théâtre des Nouveautés, théâtre Fontaine
- 1974 : La Mamma de et mise en scène André Roussin, théâtre Édouard VII
- 1975 : Les Deux Vierges de Jean-Jacques Bricaire et Maurice Lasaygues, mise en scène Robert Manuel, théâtre des Nouveautés
- 1976 : Les Deux Vierges de Jean-Jacques Bricaire et Maurice Lasaygues, mise en scène Robert Manuel, théâtre des Célestins
- 1987 : Ponce Pilate, procurateur de Judée de Jean-Marie Pélaprat, mise en scène Robert Manuel, spectacle pour croisière sur le Mermoz.

### Metteur en scène
- La Fessée de Jean de Letraz, théâtre du Gymnase
- 1949 : Les Précieuses ridicules de Molière, Comédie-Française
- 1951 : Le Commissaire est bon enfant de Georges Courteline et Jules Lévy, Comédie-Française
- 1956 : Crispin rival de son maître d'Alain-René Lesage, Comédie-Française
- 1957 : Mademoiselle de Jacques Deval, Comédie-Française
- 1957 : La Prétentaine de Jacques Deval, théâtre des Ambassadeurs
- 1958 : Le Malade imaginaire de Molière, Comédie-Française
- 1959 : Les croulants se portent bien de Roger Ferdinand, théâtre Michel
- 1960 : Gigi de Colette, théâtre Antoine
- 1960 : Les Assassins du bord de mer de Jean Guitton, théâtre des Arts
- 1961 : OSS 117, de Jean Bruce, Les deux masques
- 1961 : Que les hommes sont chers ! de Jaime Silas, théâtre Daunou
- 1961 : Le Dépit amoureux de Molière, Comédie-Française
- 1962 : Les croulants se portent bien de Roger Ferdinand, théâtre Michel
- 1962 : Le Guilledou de Michael Clayton Hutton, théâtre Michel
- 1963 : Così fan tutte de Wolfgang Amadeus Mozart, théâtre de l'Ambigu
- 1966 : La Prétentaine de Jacques Deval, théâtre Marigny
- 1969 : Voyage à trois de Jean de Letraz, théâtre Édouard VII
- 1969-1970 : Le Marchand de soleil, livret de Robert Thomas, paroles de Jacques Mareuil, musique d'Henri Betti, Théâtre Mogador
- 1971 : La Maison de Zaza de Gaby Bruyère, théâtre des Nouveautés
- 1972 : Le Plaisir conjugal d'Albert Husson, théâtre de la Madeleine
- 1973 : La Purée de Jean-Claude Eger, théâtre des Nouveautés, théâtre Fontaine
- 1975 : Les Deux Vierges de Jean-Jacques Bricaire & Maurice Lasaygues, théâtre des Nouveautés
- 1980 : L'Audace d'être gai, Robert Manuel, Théâtre du Palais-Royal
- 1981 : Et ta sœur ?... de Jean-Jacques Bricaire et Maurice Lasaygues, théâtre Daunou
- 1987 : Ponce Pilate, procurateur de Judée de Jean-Marie Pélaprat, spectacle pour croisière sur le Mermoz
- 1995 : L'École des femmes de Molière

## Décorations[8]et distinctions
- Officier de la Légion d'honneur
- Grand officier de l'ordre national du Mérite
- Officier de l'ordre des Palmes académiques
- Officier de l'ordre des Arts et des Lettres
- Premier Prix de Comédie du Conservatoire en 1936.

## Publications
- Qu'allais-je faire dans cette galère ? Robert Manuel, éditions Émile-Paul, 1975 (BNF 36261478)
- Robert Manuel, Merci Molière, Paris, Pygmalion, 1985, 245 p. (ISBN 978-2-85704-199-3 et 2857041993)
- Robert Manuel et Marie-Silvia Manuel, Poquelin par Molière : entretiens avec l'homme et l'artiste, Paris, Séguier, 2001, 540 p. (ISBN 978-2-84049-192-7 et 2840491923)